# Olympus E-5
Die Olympus E-5 ist eine im Herbst 2010 eingeführte professionelle DSLR des Herstellers Olympus.
Sie ist der Nachfolger der im Jahr 2007 eingeführten Olympus E-3. Offizieller Nachfolger der E-5 ist seit Oktober 2013 die spiegellose Systemkamera OM-D E-M1, damit ist die E-5 die letzte von Olympus hergestellte D-SLR.
Wie alle anderen Kameras des Olympus-E-Systems basiert die E-5 auf dem Four-Thirds-System. Letzter ungefährer Handelspreis 1700,-€ (wird nicht mehr hergestellt).

## Besondere Merkmale
Quelle:
- Robustes, spritzwassergeschütztes Druckguss-Leichtmetall-Gehäuse aus Magnesium-Legierung
- Verschluss mit einer Lebensdauer von mindestens 150.000 Auslösungen
- Voll-biaxiales Autofokus-System mit 11 Kreuz-Sensoren
- Hochauflösendes, 3 Zoll großes, schwenkbares HyperCrystal-LCD mit 921.000 Pixeln
- Integrierter Bildstabilisator mit drei Modi (omnidirektional, horizontal, vertikal)
- Spiegelvorauslösung mit einstellbarem Vorlauf für alle Aufnahmemodi
- Automatische Fokuslupe mit einstellbarer Vergrößerung für manuelles Fokussieren
- Bedienelemente sind sehr weitgehend konfigurierbar
- Vier unterschiedliche Kompletteinstellungen abspeicherbar
- Direkter Tastenzugriff auf fast alle Funktionen
- Elektronische Wasserwaage (zwei Achsen) im Sucher und auf dem Monitor einblendbar
- TruePic-V+-Bildprozessor
- Sehr dünnes Anti-Aliasing-Filter
- Zehn „Art Filter“ für kreatives Arbeiten
- Gesichtserkennung
- Videoaufzeichnung in 480p oder 720p mit integriertem Mikrofon
- Vielfältige Bildbearbeitung direkt in der Kamera
- Autofokus-System-Feinjustage kann für jedes Objektiv und jeden Autofokus-Sensor einzeln eingestellt und abgespeichert werden